# Får vi lov?
Får vi lov? är titeln på en CD från 2002 inspelad av Dansebandet (Dænsebændet). 
Plattan är producerad och arrangerad av Morten Nyhus och Ronny Bergum. Bandet vann Spellemannprisen i klassen dansorkester för Får Vi Lov? 2002.

## Låtlista
1. «Bare du og je» (Tommy Gunnarsson-Elisabeth Lord)
2. «Den gamle björka» (Den gamla eken) (Lars Erik Ohlsson-Keith Almgren-Hans-Olav Troen)
3. «Du bare tuller mæ meg» (Ture Hansen)
4. «Tre röde roser» (Britt A. Nilsson-Hans Olav Troen)
5. «Ei stjerne faller ned» (Tommy Gunnarsson-Elisabeth Lord)
6. «Smykkeskrinet» (Kjetil Kjelle)
7. «Hele mitt hjerte» (Thomas G:son-Kay Ronny Bergum)
8. «Mi lille stjerne» (Lennart Mårli-Åge Magnussen)
9. «Det er för seint» (Yngvar Gregersen)
10. «Varme og lengsel» (Kärlek och längtan) (Lars Erik Ohlsson-Keith Almgren-Hans Olav Troen)
11. «En blomstrete sammarskjole» (William Kristoffersen)
12. «Når je tenkjer på ditt smil» (Steinar Storm Kristiansen)